# Мезје
Мезје (фр. Meyzieu) град је у Француској, у департману Рона.
По подацима из 1999. године број становника у месту је био 28,009.

## Географија

### Клима
| Клима (Мезје)              | Клима (Мезје) | Клима (Мезје) | Клима (Мезје) | Клима (Мезје) | Клима (Мезје) | Клима (Мезје) | Клима (Мезје) | Клима (Мезје) | Клима (Мезје) | Клима (Мезје) | Клима (Мезје) | Клима (Мезје) | Клима (Мезје)  |
| Показатељ \ Месец          | .Јан.         | .Феб.         | .Мар.         | .Апр.         | .Мај.         | .Јун.         | .Јул.         | .Авг.         | .Сеп.         | .Окт.         | .Нов.         | .Дец.         | .Год.          |
| -------------------------- | ------------- | ------------- | ------------- | ------------- | ------------- | ------------- | ------------- | ------------- | ------------- | ------------- | ------------- | ------------- | -------------- |
| Средњи максимум, °C (°F)   | 6,2 (43,2)    | 8,3 (46,9)    | 12,9 (55,2)   | 16,1 (61)     | 20,8 (69,4)   | 24,4 (75,9)   | 27,4 (81,3)   | 26,9 (80,4)   | 22,6 (72,7)   | 17,4 (63,3)   | 10,6 (51,1)   | 6,9 (44,4)    | 27,4 (81,3)    |
| Средњи минимум, °C (°F)    | −0,2 (31,6)   | 0,7 (33,3)    | 3,4 (38,1)    | 5,8 (42,4)    | 10,2 (50,4)   | 13,4 (56,1)   | 15,5 (59,9)   | 15,2 (59,4)   | 12 (54)       | 8,7 (47,7)    | 3,5 (38,3)    | 0,9 (33,6)    | −0,2 (31,6)    |
| Количина падавина, mm (in) | 52,4 (20,63)  | 43,4 (17,09)  | 59,9 (23,58)  | 68,1 (26,81)  | 90,1 (35,47)  | 79,1 (31,14)  | 62,6 (24,65)  | 68,3 (26,89)  | 86,3 (33,98)  | 98,7 (38,86)  | 83 (32,7)     | 65,2 (25,67)  | 857,1 (337,47) |
| [ тражи се извор ]         |               |               |               |               |               |               |               |               |               |               |               |               |                |

## Демографија
| 1962. | 1968.  | 1975.  | 1982.  | 1990.  | 1999.  | 2011.  |
| ----- | ------ | ------ | ------ | ------ | ------ | ------ |
| 4.483 | 10.012 | 19.435 | 26.776 | 28.077 | 28.009 | 31.090 |

## Партнерски градови
- Монтедоро